# Peira
Peira (em grego: Πείρα; lit. experiência) foi uma coleção do século XI de excertos de declarações de vereditos (hypomnemata) e tratados especiais (meletas) de Eustácio Romeu. O compêndio foi compilado por um colega desconhecido de Eustácio. Ele tornou-se particularmente popular nos períodos subsequentes, sendo citado em escólios das Basílicas e nos trabalhos de Demétrio Comateno e Constantino Armenópulo.
Na obra, o autor cortou os textos em dispunha em pequenos fragmentos que ele dividiu em 75 títulos, que não seguem nenhum sistema identificável. Nele consta preceitos, definições e soluções de problemas de todas as esferas civis e criminais. O autor preocupou-se em excertar as leis citadas por Eustácio, bem como tentou deduzir uma regra simples dos argumentos do juiz e colocá-la como direcionadora dos fragmentos do texto. Entretanto, questões controversas foram sumarizadas de maneira superficial, e as características individuais dos casos foram suprimidas.